# Paroedura masobe
Espèce
Statut de conservation UICN

 EN B1ab(iii) : En danger
Paroedura masobe est une espèce de geckos de la famille des Gekkonidae.

## Répartition
Cette espèce est endémique du centre-Est de Madagascar. Elle se rencontre dans la réserve naturelle intégrale de Zahamena.

## Publication originale
- Nussbaum & Raxworthy, 1994 : A new rainforest gecko of the genus Paroedura Günther from Madagascar. Herpetological Natural History, vol. 2, n. 1, p. 43-49.